# Jishnu Raghavan
Pour les articles homonymes, voir Raghavan.
Jishnu Raghavan Alingkil (23 avril 1979 – 25 mars 2016), connu sous le nom de Jishnu , était un acteur indien qui est principalement apparu dans des films malayalam. Il était le fils de l'acteur Raghavan. Il est surtout connu pour son premier film Nammal (2002), pour lequel il a reçu le Kerala Film Critics Association Award du meilleur acteur et le Mathrubhumi Film Award du meilleur premier film masculin. Son dernier film était Traffic (2016),,,,.

## Petite enfance et éducation
Jishnu était le fils de l'acteur et réalisateur Raghavan et Shobha. Il a fait ses études à Chennai puis à Bharatiya Vidya Bhavan à Thiruvananthapuram. Il a poursuivi ses études en génie mécanique au Calicut National Institute of Technology,,,,,.

## Vie personnelle
Il s'est marié en 2007 avec sa petite amie de longue date, Dhanya Rajan, qui était étudiante à l'université et architecte,,.

## Mort
Jishnu a reçu un diagnostic de cancer de la gorge en 2014. Le cancer est entré en rémission, puis a rechuté en 2015 et a été traité. Il est décédé d'un cancer du poumon à l'âge de 36 ans le 25 mars 2016 à l'hôpital Amrita de Kochi. Il est décédé d'un cancer à l'âge de 36 ans à l'hôpital Amrita de Kochi,,,,.

## Filmographie

### Films
| Année | Titre                                 | Rôle               | Langue            | Réf.   |
| ----- | ------------------------------------- | ------------------ | ----------------- | ------ |
| 1987  | Cilipatu                              | Un enfant          | Premier malayalam | [ 20 ] |
| 2002  | Nammal                                | Shivan             | Malayalam         | [ 21 ] |
| 2003  | Subtil                                | Dévan              | Malayalam         | [ 22 ] |
| 2003  | Valathhottu Thirinjal Nalamathe Veedu | Ajith Shekhar      | Malayalam         | [ 23 ] |
| 2004  | Parayam                               | Raju               | Malayalam         | [ 23 ] |
| 2004  | Liberté                               | chemin             | Malayalam         | [ 24 ] |
| 2005  | Paulan                                | Leader étudiant    | Malayalam         | [ 25 ] |
| 2005  | Nerariyan Cbi                         | Saikumar           | Malayalam         | [ 25 ] |
| 2006  | Chakkara Muthu                        | Jevan George       | Malayalam         | [ 26 ] |
| 2008  | Njaan                                 | Jishnu             | Malayalam         | [ 27 ] |
| 2010  | Yugapurushan                          | Ayyappan           | Malayalam         | [ 28 ] |
| 2012  | Nidra                                 | Vishwan            | Malayalam         | [ 29 ] |
| 2012  | Commun                                | José Mash          | Malayalam         | [ 30 ] |
| 2012  | Hôtel à Ustad                         | Maharoof           | Malayalam         | [ 31 ] |
| 2012  | Horaires bancaires 10h-16h            | Avinash Sekhar     | Malayalam         | [ 32 ] |
| 2013  | joué                                  | Harikrishnan       | Malayalam         | [ 33 ] |
| 2013  | Annum Innum Ennum                     | Shridhar Krishna   | Malayalam         | [ 34 ] |
| 2013  | Rebecca Uthup Kizhakkemala            | Kuruvila Kattingal | Malayalam         | [ 35 ] |
| 2015  | Kallapdam                             | Arun               | Tamoul d'abord    | [ 36 ] |
| 2016  | Trafic                                | Hémaan             | L'hindi d'abord   | [ 37 ] |

### Courts métrages
| Année | Titre         | Langue | Réf.   |
| ----- | ------------- | ------ | ------ |
| 2017  | Jeux de Karma | hindi  | [ 38 ] |

## Récompenses
| Année                                                   | catégorie                                       | Un film                    | résultat                 |
| Prix du cinéma asiatique                                | Prix du cinéma asiatique                        | Prix du cinéma asiatique   | Prix du cinéma asiatique |
| ------------------------------------------------------- | ----------------------------------------------- | -------------------------- | ------------------------ |
| 2002                                                    | Les acteurs les plus populaires                 | Nammal                     | Lauréat                  |
| 2002                                                    | Icône jeunesse de l'année                       | Nammal                     | Lauréat                  |
| 2003                                                    | Le meilleur acteur                              | Subtil                     | Nomination               |
| 2006                                                    | Hommage au Prix Spécial du Jury                 | Nerariyan Cbi              | Lauréat                  |
| 2006                                                    | Meilleur acteur                                 | Nerariyan Cbi              | Lauréat                  |
| 2007                                                    | Prix spécial du jury pour l'interprétation      | Chakkara Muthu             | Nomination               |
| 2013                                                    | Meilleur acteur dans un second rôle             | Commun                     | Lauréat                  |
| Prix de l'Association des critiques de cinéma du Kerala |                                                 |                            |                          |
| 2002                                                    | Le meilleur acteur                              | Nammal                     | Lauréat                  |
| 2007                                                    | Prix spécial du jury pour l'interprétation      | Chakkara Muthu             | Lauréat                  |
| 2012                                                    | Deuxième meilleur acteur                        | Horaires bancaires 10h-16h | Lauréat                  |
| 2014                                                    | Le meilleur acteur                              | Annum Innum Ennum          | Lauréat                  |
| Prix Filmfare Sud                                       |                                                 |                            |                          |
| 2003                                                    | Meilleur acteur - Malayalam                     | Nammal                     | Lauréat                  |
| 2006                                                    | Meilleur acteur dans un second rôle             | Nerariyan Cbi              | Lauréat                  |
| 2013                                                    | Meilleur acteur dans un second rôle             | Nidra                      | Nomination               |
| Prix SIIMA                                              |                                                 |                            |                          |
| 2012                                                    | Meilleur acteur dans un second rôle - Malayalam | Nidra                      | Lauréat                  |
| 2015                                                    | Meilleur début masculin - Tamoul                | Kallapdam                  | Nomination               |
| Prix Vanitha du cinéma                                  |                                                 |                            |                          |
| 2013                                                    | Meilleur acteur dans un second rôle             | Nidra                      | Lauréat                  |
| 2014                                                    | Performance spéciale (hommes)                   | Annum Innum Ennum          | Lauréat                  |
| Prix du film Mathrubhumi                                |                                                 |                            |                          |
| 2003                                                    | Meilleur début masculin                         | Nammal                     | Lauréat                  |
| Prix Zee Ciné                                           |                                                 |                            |                          |
| 2017                                                    | Meilleur acteur dans un second rôle – Homme     | Trafic                     | Nomination               |